# کاترین نبهولتس
کاترین نبهولتس (انگلیسی: Katrin Nabholz؛ زادهٔ ۳ آوریل ۱۹۸۶) بازیکن هاکی روی یخ اهل سوئیس است.